# Farina di pesce
La farina di pesce è un composto granulare (più o meno palpabile) ottenuto dalla lavorazione del pesce.

## Lavorazione
La farina di pesce è ottenuta da pesci di piccola taglia (usati interi, comprese le viscere) o dalle carcasse di grossi pesci (salmoni, trote, storioni, tonni), scarti delle scelte per omogeneizzati per bambini e per la gastronomia. 

Si procede quindi ad uno schiacciamento della massa per estrarre eventuale olio di pesce, in seguito il prodotto viene raffreddato, disidratato e macinato fino ad ottenere una polvere maleodorante.

## Capacità nutritive
Così come il pesce, anche la farina di pesce è ricca di sostanze nutritive: prevalentemente proteine (oltre il 60%), poi grassi e sali.

## Impieghi
Le farine di pesce sono importanti alimenti utilizzati in zootecnia (è parte integrante del pastone di suini e pollame) e nell'acquacoltura (allevamenti di orate, trote e altri pesci). Sono inoltre l'ingrediente principale del mangime comunemente in commercio per i pesci d'acquario. 

Anche l'alimentazione umana prevede consumo di farina di pesce, ma sono utilizzate solo parti di prima qualità del pescato e il prodotto finito è privo di additivi e conservanti che impediscono l'irrancidimento dei grassi (consentiti solo nei mangimi per cani e gatti).

## Tipi
Sono in commercio diverse farine di pesce, dove cambia ovviamente la specie impiegata e la qualità della materia (scarti, filetti, pesce azzurro intero). 
Le più comuni sono:
- farina di aringhe
- farina di sarde
- farina di tonno
- farina di merluzzo
- farina di salmonidi
- farina di pesce (miscuglio di specie)